# Haile
Haile är en by och en civil parish  i Cumbria i England. Orten hade år 2001 237 invånare. Den har en kyrka.